# 沼津中央病院
公益財団法人復康会沼津中央病院（こうえきざいだんほうじんふっこうかいぬまづちゅうおうびょういん）は静岡県沼津市にある精神科病院。静岡県東部初の精神科病院として1926年（大正15年）に開院。1945年（昭和20年）7月の沼津大空襲により全施設が焼失し休院。1949年（昭和24年）5月に再建された。2003年(平成15年)1月には全国で3番目となる精神科救急入院料病棟を設置するなど静岡県東部の中心的な精神科病院である。

## 沿革
- 1926年（大正15年）12月19日 - 沼津市上香貫にて株式会社脳病院設立
- 1927年（昭和2年）8月21日 - 株式会社沼津脳病院と改称
- 1944年（昭和19年）12月31日 - 株式会社沼津脳病院を解散し財団法人へ事業を移譲
- 1945年（昭和20年）1月1日 - 財団法人沼津脳病院業務開始
- 1945年（昭和20年）7月17日 - 戦災により病院焼失、休院
- 1949年（昭和24年）5月10日 - 修善寺の新井旅館が建築資金を全額立て替え、病院再建[2]
- 1952年（昭和27年）4月1日 - 精神衛生法代用病院[注 1]に指定
- 1952年（昭和27年）5月1日 - 生活保護法指定医療機関に指定
- 1954年（昭和29年）6月24日 - 沼津精神病院に名称変更
- 1964年（昭和39年）3月24日 - 当院で治療を受けていた19歳の統合失調症患者がアメリカ大使館前でライシャワー駐日大使を襲撃（ライシャワー事件）[注 2][3][注 3]
- 1969年（昭和44年）7月1日 - 沼津中央病院と名称変更
- 1995年（平成7年）4月1日 - 精神科救急医療（輪番制) 開始
- 1998年（平成10年）8月1日 - 静岡県東部精神科救急基幹病院に指定
- 2000年（平成12年）4月1日 - 応急入院指定病院に指定
- 2003年（平成15年）1月1日 - 精神科救急入院科算定開始
- 2004年（平成16年）3月31日 - 協力型臨床研修指定病院に認定
- 2005年（平成17年）7月1日 - 医療観察法指定通院医療機関指定
- 2006年（平成18年）1月1日 - 精神科専門医制度における研修施設に認定
- 2010年（平成22年）7月1日 - 児童精神科外来開始
- 2012年（平成24年）4月1日 - 公益財団法人へ移行

## 診療科
- 精神科・神経科（精神科救急、児童・思春期）
- 心療内科

## 付属施設
- 大手町クリニック-静岡県沼津市大手町3丁目1番地2号エイブル・コア6F
- あたみ中央クリニック-静岡県熱海市田原本町9番1号熱海第一ビル2階

## 認定・指定
- 医療観察法に基づく指定通院医療機関
- 精神保健および精神障害者福祉に関する法律第19条8の規定に基づき厚生労働大臣の定める指定病院[注 4]
- 応急入院指定病院
- 静岡県東部精神科救急基幹病院[注 5][4]
- 生活保護法指定医療機関
- 指定自立支援医療機関
- 精神保健指定医の配置されている医療機関
- 静岡DPAT指定医療機関[注 6][5]
- 精神科専門医研修指定病院
- 臨床研修指定病院（協力型）

## 交通アクセス
- JR沼津駅（南口4番バス乗り場）より東海バス大平車庫・沼商・黒瀬経由静岡医療センター行きにて10分、「中央病院前」下車、徒歩1分。

## 周辺
- 沼津市立第四中学校
- 国立病院機構静岡医療センター
- 狩野川
- 香貫山
- 静岡県沼津警察署